# Miguel Barrera
Pour les articles homonymes, voir Barrera.
Miguel Barrera est un boxeur colombien né le 15 novembre 1978 à San Jose de Canalete.

## Carrière
Passé professionnel en 1998, il devient champion du monde des poids pailles IBF le 9 août 2002 après sa victoire aux points contre le sud-africain Roberto Carlos Leyva. Barrera s'impose également lors du combat revanche puis perd son titre aux points face à Edgar Cardenas le 31 mai 2003. Il met un terme à sa carrière sportive après ce combat sur un bilan de 23 victoires, 1 défaite et 2 matchs nuls.